# 8月11日
8月11日是阳历年的第223天（闰年是224天），离一年的结束还有142天。

## 大事记

### 19世紀以前
- 前480年：波斯国王薛西斯一世的军队在温泉关战役击败斯巴达国王列奥尼达一世率领的部队。
- 106年：包括現今羅馬尼亞部分地區的達契亞地區成為羅馬帝國的一個省。
- 355年：罗马将军西尔瓦努斯被控叛国，他自立为帝以对抗皇帝君士坦提乌斯二世。
- 1332年：杜普林沼地之战中，马尔伯爵唐纳尔二世指挥的苏格兰军被爱德华·巴里奥击溃。
- 1492年：梵蒂岡西斯汀小堂舉行教宗選舉秘密會議，選出亞歷山大六世接替依諾增爵八世的教宗職務。
- 1786年：英国殖民者法兰西斯·莱特在马来西亚槟岛建立殖民地乔治市，展开对英属马来亚的统治。

### 19世紀
- 1863年：法国确定柬埔寨为其保护国。
- 1872年：清朝政府首次派遣留学生出洋。
- 1896年：上海徐园茶樓内的“又一村”由法國商人放映了“西洋影戏”。这是中国第一次电影放映，也是外国电影商人在华活动之始。[1]

### 20世紀
- 1919年：在魏玛共和国国民议会通过《魏玛宪法》后，首任总统弗里德里希·艾伯特正式签署生效。
- 1920年：俄罗斯承认爱沙尼亚和拉脱维亚独立。
- 1935年：纳粹冲锋队举行反对德国犹太人的大规模示威。
- 1940年：英國皇家空軍戰機在英國東南部一個基地起飛，攔截入侵的納粹德國空軍，展開「不列顛戰役」。
- 1945年：“解放軍”一詞首次出現。
- 1952年：约旦国民议会要求国王塔拉勒·伊本·阿卜杜拉退位，并由长子胡笙·宾·塔拉勒继承王位。
- 1960年：乍得获得独立。
- 1964年：智利同古巴断交。
- 1965年：美國洛杉磯瓦特區（英语：Watts, Los Angeles）發生黑人暴動（英语：Watts Riots），該事件持續到8月17日，為1992年洛杉磯暴動前該市最嚴重的暴動。
- 1976年：中環海旁新香港郵政總局正式啟用。
- 1977年：美國國家公路交通安全管理局對福特平托被指在追尾碰撞中容易發生燃料洩漏和起火展開調查。
- 1979年：俄羅斯航空的兩架客機在蘇聯烏克蘭的第聶伯羅捷爾任斯克附近的半空中相撞，兩架飛機上的178人全部罹難。
- 1987年：阿伦·格林斯潘接替保罗·沃尔克就任联邦准备系统主席。
- 1988年：以奥萨玛·宾·拉登为首的圣战组织高级领导份子共同成立了盖达组织，主张把对抗苏联入侵阿富汗的作法扩展至世界各地。
- 1996年：三峡库区一期水位移民工作全面启动。
- 1998年：英国石油公司宣布与美国阿莫科石油公司合併。
- 1999年：20世紀最後一次日全食，由大西洋西面開始，經過歐亞西南，在北印度洋完結，最長超過四分鐘。

### 21世紀
- 2012年：伊朗西北部大不里士附近下午接連發生芮氏規模6.4和6.3地震，造成至少250人死亡，2000人受傷[2]。
- 2016年：2016年尚比亞大選進行投票，選出新的總統、國會議員和地方政府等，並同時進行對憲法修訂的公民投票。
- 2019年：2019年8月11日香港反對逃犯條例修訂草案遊行。
- 2024年：2024年夏季奧林匹克運動會閉幕式。

## 出生
- 1772年：羅蘭·希爾，英國陸軍軍官，第一代希爾子爵（1842年逝世）
- 1809年：尼古拉·尼古拉耶維奇·穆拉維約夫-阿穆爾斯基，俄羅斯陸軍將領、政治家、外交家（1881年逝世）
- 1833年：木戶孝允，日本武士、政治家，明治维新三傑之一（1877年逝世）
- 1858年：克里斯蒂安·艾克曼，荷蘭醫生、病理學家，1929年諾貝爾生理學或醫學獎得主（1930年逝世）
- 1863年：五百城文哉，日本洋畫家（1906年逝世）
- 1875年：長嶺林三郎，日本畜牧學家（1915年逝世）
- 1879年：羅伯特·威廉·約翰斯通，蘇格蘭婦產科醫生（1969年逝世）
- 1885年：史蒂芬·巴特沃斯，英國物理學家（1958年逝世）
- 1891年：張自忠，中國軍人（1940年逝世）
- 1892年：瓦迪斯瓦夫·安德斯，波蘭陸軍將領（1970年逝世）
- 1895年：埃貢·皮爾遜，英國統計學家（1980年逝世）
- 1897年：伊妮·布來敦，英國1940年代著名兒童文學家（1968年逝世）
- 1913年：安格斯·威爾遜，英國小說家、文學評論家（1991年逝世）
- 1916年：原田要，日本王牌飛行員（2016年逝世）
- 1924年：肯尼斯·S·諾里斯，美國海洋生物學家（1998年逝世）
- 1936年：史景迁，英裔美國籍中國歷史學家、汉学家（2021年逝世）
- 1937年：陳有福，印尼男子羽球運動員（2025年逝世）
- 1943年：佩爾韋茲·穆沙拉夫，巴基斯坦軍事、政治人物，第10任巴基斯坦總統（2023年逝世）
- 1944年：弗雷德里克·W·史密斯，美國商業巨頭、投資者，聯邦快遞創辦人（2025年逝世）
- 1945年：馬德華，中國演員
- 1945年：，泰國政治人物，現任泰國總理
- 1948年：張小燕，台灣藝人
- 1950年：斯蒂夫·沃兹尼亞克，美國電脑工程師，苹果公司創办人
- 1952年：張瑪莉，1975年度香港小姐冠軍，1988年香港十大傑出青年
- 1953年：霍克·霍肯，美國職業摔角選手（2025年逝世）
- 1953年：錢鋼，中國報告文學作家、記者
- 1956年：傑夫·懷德納，美國攝影師
- 1957年：黃哲倫，美國華裔作家
- 1957年：孫正義，日本商人，軟銀集團創辦人兼社長
- 1957年：伊娜絲·德·拉·弗拉桑热，法國名模
- 1960年：上北雙子，日本漫畫家
- 1962年：羅伯·明可夫，美國動畫師、電影導演、編劇
- 1962年：約翰·麥克列威特，英國記者
- 1964年：吉姆·李，韓裔美國漫畫家、作家、編輯、出版人
- 1965年：山本昌，日本職棒投手
- 1965年：三上真司，日本電子遊戲製作人
- 1965年：薇拉·戴維絲，美國女演員
- 1967年：鄒兆龍，台灣演員
- 1968年：梅貝爾，荷兰王妃、人权活动家
- 1970年：岑國培，香港足球運動員
- 1970年：于佳卉，台灣女歌手（2014年逝世）
- 1972年：小林綾子，日本女演員
- 1973年：路易斯·拉卡列·波烏，烏拉圭政治人物、律師，現任烏拉圭總統
- 1974年：朱鎮模，韓國演員
- 1974年：哈迪卡·奇亞尼，巴基斯坦歌手
- 1975年：谷山紀章，日本男性聲優、歌手
- 1975年：嘉露蓮·梅菲，美國超級名模
- 1977年：陳見飛，香港模特兒、歌手
- 1978年：秦海璐，中國演員
- 1978年：李璧琦，香港女藝人
- 1979年：黃義達，新加坡歌手
- 1981年：薛凱琪，香港女歌手
- 1982年：安熱莉卡·薩夫琴科，烏克蘭女演員
- 1983年：克里斯·海姆斯沃斯，澳大利亞男演員
- 1984年：馬爾基斯·基多，印尼退役羽球運動員（2021年逝世）
- 1984年：盧卡斯·迪·格拉西，巴西賽車手
- 1985年：陳怡嘉，台灣演員
- 1986年：福原香織，日本女性聲優
- 1987年：周定緯，台湾艺人
- 1987年：趙逸嵐，台灣演員
- 1987年：蒼井翔太，日本男性聲優、歌手
- 1987年：格雷西婭·波利，印尼女子羽球運動員
- 1988年：寺島惇太，日本男性聲優
- 1988年：帕特里克·米尔斯，澳大利亞職業籃球運動員
- 1989年：吳映潔，台灣女歌手、演員
- 1989年：亞歷克斯·基尼奧內斯，厄瓜多短跑運動員（2021年逝世）
- 1992年：王鑫，中國跳水運動員
- 1993年：卢本偉，香港電子竞技選手
- 1995年：許侊熙，韓國男子羽球運動員
- 1995年：奎因，加拿大跨性別女性足球運動員
- 1997年：木本花音，日本女子偶像團體SKE48成員
- 1998年：羅智儀，中國女藝人
- 1998年：俞俊安，台灣職業男子高爾夫運動員
- 1999年：徐彰彬，韓國男子偶像團體Stray Kids成員
- 1999年：格蕾戈麗亞·瑪麗斯卡·東宗，印尼女子羽球運動員
- 2000年：崔世彬，韓國女子擊劍運動員
- 2011年：林品彤，臺灣女演員
- 生年不詳：月嶋真弓，日本女性聲優

## 逝世
- 223年：賈詡，曹魏重要謀士（147年出生）
- 1204年：古托姆·西居爾松，挪威國王（1199年出生）
- 1259年：蒙哥，蒙古帝國大汗，追尊元憲宗（1209年出生）
- 1456年：匈雅提·亞諾什，特蘭西瓦尼亞總督、匈牙利王國大將軍和攝政（1406年出生）
- 1564年：宇佐美定滿，日本戰國時代的武將（1489年出生）
- 1773年：劉綸，清乾隆朝軍機大臣、文淵閣大學士（1711年出生）
- 1868年：撒迪厄斯·史蒂文斯，美國政治人物，曾任賓夕法尼亞州聯邦眾議員（1792年出生）
- 1890年：若望·亨利·紐曼，天主教神父（1801年出生）
- 1900年：三遊亭圓朝，日本作家、落語家（1839年出生）
- 1919年：安德鲁·卡耐基，蘇格蘭裔美國企業家、慈善家，20世紀初的鋼鐵大王（1835年出生）
- 1937年：伊迪丝·华顿，美国作家（1862年出生）
- 1955年：罗伯特·威廉姆斯·伍德，德國物理學家（1868年出生）
- 1956年：杰克逊·波洛克，美国抽象派画家（1912年出生）
- 1974年：周宮房子內親王，明治天皇的子女（1890年出生）
- 1974年：鄭評，台灣獨立運動革命家（1927年出生）
- 1975年：安東尼·麥考利夫，美國陸軍上將（1898年出生）
- 1984年：李维汉，中國共產黨早期領袖、中共中央顧問委員會副主任（1896年出生）
- 1996年：拉法埃爾·庫貝里克，捷克指揮家（1914年出生）
- 2007年：張樹鴻，香港企業家（1957年出生）
- 2009年：尤尼斯·肯尼迪·施莱佛（英语：Eunice Kennedy Shriver），第35任美國總統約翰·甘迺迪的妹妹（1921年出生）
- 2014年：羅賓·威廉斯，美國喜劇演員[3]（1951年出生）
- 2017年：黃榮洛，臺灣客家文史工作者（1926年出生）
- 2018年：V·S·奈保尔，英国印度裔作家（1932年出生）
- 2022年：森英惠，日本時尚設計師（1926年出生）
- 2022年：讓-雅克·桑貝，法國插畫家（1932年出生）
- 2025年：米格尔·乌里韦，哥倫比亞政治人物（1986年出生）

## 节假日和习俗
- ：獨立日
- 巴基斯坦：旗幟日
- 日本：山之日